# Microsoft Academic
Microsoft Academic — открытая общедоступная поисковая система для научных публикаций и литературы, разработанная Microsoft Research.

## Описание
Инструмент, обновлённый в 2016 году, имеет совершенно новую структуру данных и поисковую систему с использованием технологий семантического поиска. В настоящее время он индексирует более 220 миллионов публикаций, 88 миллионов из которых являются журнальными статьями. API Academic Knowledge предлагает поиск информации из базы данных с использованием конечных точек REST для расширенных исследовательских целей.
Служба является продолжением предыдущего исследовательского проекта Microsoft, Academic Search Microsoft, разработка которого была завершена в 2012 году.
Библиографы считают, что новый Microsoft Academic Search является конкурентом Google Scholar, Web of Science и Scopus для академических исследовательских целей, а также для анализа цитирования.
В 2021 году было объявлено о закрытии Microsoft Academic. По состоянию на сентябрь 2024 года сайт проекта не функционирует.